# Bures-les-Monts
Bures-les-Monts (Ausspracheⓘ) ist eine ehemalige französische Gemeinde mit 137 Einwohnern (Stand 1. Januar 2022), den Burinois, im Département Calvados in der Region Normandie.
Am 1. Januar 2016 wurde Bures-les-Monts im Zuge einer Gebietsreform zusammen mit 19 benachbarten Gemeinden, die wie Bures-les-Monts alle dem aufgelösten Gemeindeverband Bény-Bocage angehörten, als Ortsteil in die neue Gemeinde Souleuvre en Bocage eingegliedert.

## Geografie
Bures-les-Monts liegt rund 18 Kilometer nordnordwestlich von Vire-Normandie. Es grenzt im Norden an das Département Manche.

## Bevölkerungsentwicklung
| Jahr                             | 1793 | 1836 | 1876 | 1926 | 1946 | 1968 | 1990 | 2013 |
| Einwohner                        | 392  | 405  | 314  | 190  | 205  | 162  | 126  | 158  |
| Quelle: Cassini, EHESS und INSEE |      |      |      |      |      |      |      |      |

## Sehenswürdigkeiten

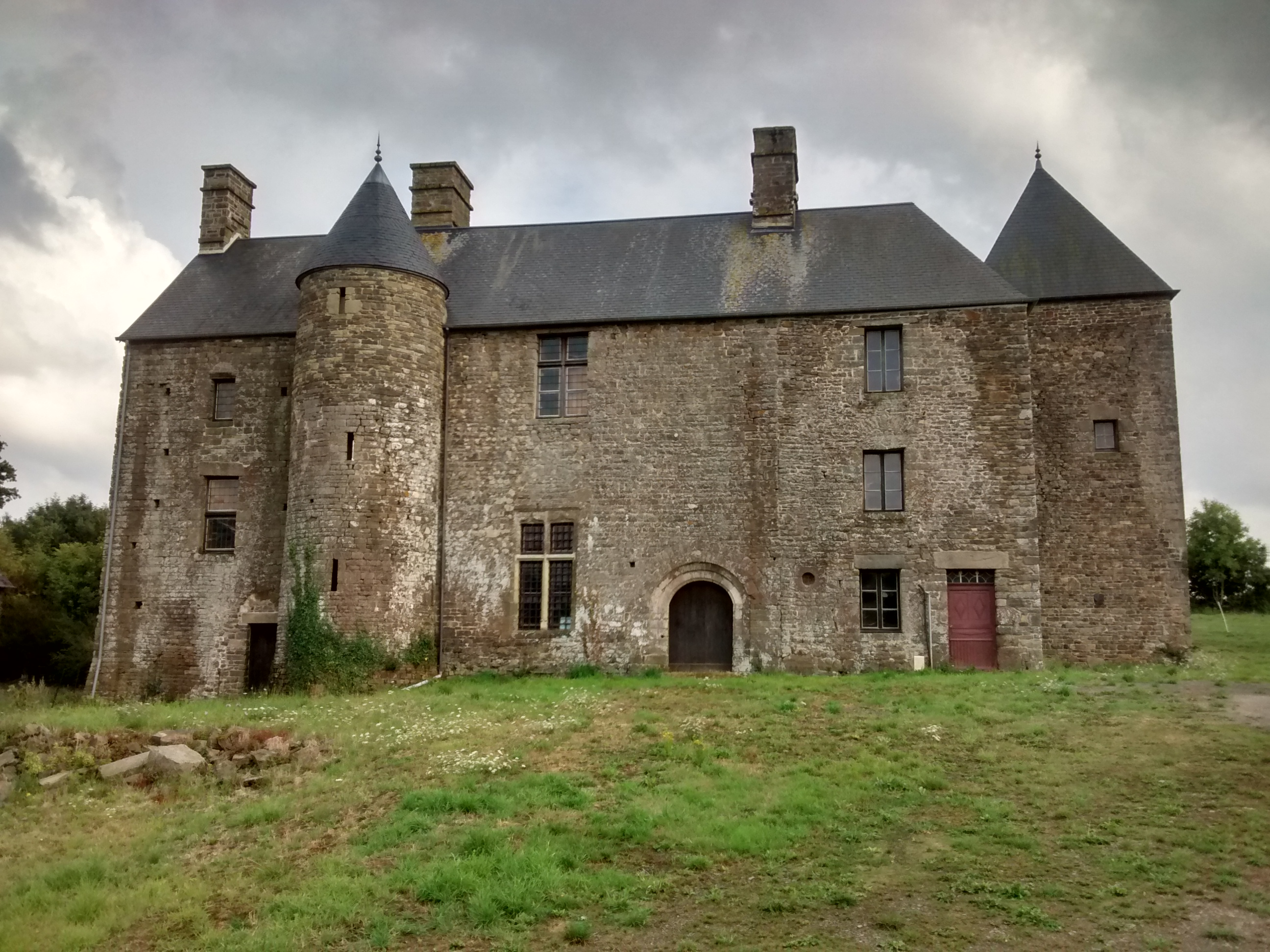
Schloss

- Kirche Notre-Dame
- Mittelalterliches Schloss